# Xã Turkey Creek, Quận Stone, Arkansas
Xã Turkey Creek (tiếng Anh: Turkey Creek Township) là một xã thuộc quận Stone, tiểu bang Arkansas, Hoa Kỳ. Năm 2010, dân số của xã này là 331 người.